# Gustave Courbet
Gustave Courbet (10 de juny de 1819, Ornans, França - 31 de desembre de 1877, La Tour-de-Peilz, Suïssa) fou un pintor francès, fundador i màxim representant del realisme i compromès activista republicà, proper al socialisme revolucionari.

## Biografia
Va néixer a un poble pròxim a Besançon, el paisatge del qual reflecteix als seus quadres. Va estudiar a Besançon i després a París (1840). Va viatjar als Països Baixos (1846) i Alemanya (1853). Va ser amic de Baudelaire, i es relacionà amb Corot i Daumier. Fou seleccionat per a la Comuna de París de 1871. D'ell, Proudhon, en va voler fer un pintor proletari. Creia que l'art podria resoldre les contradiccions socials. De perfil entre assiri i hongarès, gran bevedor, d'una truculència que entretenia una societat de la qual s'afligia Baudelaire, no plasmava gens d'això en les seves pintures, de caràcter més subtil i elegant, en què començava amb llenç obscur, com un mestre clàssic.
Va rebutjar la Legió d'Honor que li volia concedir Napoleó III i durant la Comuna se li va encarregar l'administració dels museus de París. Després de la Comuna, el govern predecessor el va responsabilitzar de la destrucció de la columna Vendôme. Un consell de guerra el va condemnar a 6 mesos de presó i a pagar 300.000 francs. Després d'aquests 6 mesos va escapar a Suïssa (1873) per a evitar que l'estat l'obligués a pagar la multa. Va morir a La Tour du Peilz, localitat pròxima a Vevey, víctima d'una cirrosi produïda pel seu consum abusiu d'alcohol. Va influir en pintors catalans com Ramon Martí Alsina.
Entre el 8 d'abril i el 10 de juliol del 2011 se'n va presentar una mostra al Museu Nacional d'Art de Catalunya, sota el títol Realisme(s). L'empremta de Courbet, que intentava resseguir l'empremta del pintor en la pintura catalana del moment, a partir d'obres de pintors com Ramon Martí Alsina, però mostrant també pintors de referència com Bartolomé Esteban Murillo, Velázquez i fins i tot artistes contemporanis com Antoni Tàpies.

## Obra
En un primer moment pinta el paisatge, especialment els boscos de Fontainebleau, i retrats, amb alguns trets romàntics. Però a partir de 1849 és decididament realista. Courbet és el gran innovador del realisme. Escull temes i personatges de la realitat quotidiana. La seva tècnica és rigorosa amb el pinzell, amb el pinzell pla i amb l'espàtula. Les seves referències són els mestres del passat com Velázquez, Zurbarán o Rembrandt. El seu realisme es converteix en model d'expressió de molts pintors, i contribueix a enriquir l'obra de Cézanne:
- L'home desesperat (1843-1845), oli sobre tela. Col·lecció privada.
- L'home ferit (1844-1854), Grand Palais (Museu d'Orsay).
- Els picapedres (1849).
- Enterrament a Ornans (1849-1850), oli sobre tela, 314 x 663 cm, Museu d'Orsay, París.
- Bonjour Monsieur Courbet o La Rencontre (1854), al Museu Fabre de Montpeller.
- L'estudi del pintor (1854-1855), oli sobre tela, 360 x 600 cm. Museu d'Orsay, París.
- Dona amb colomins (1865).
- La font (1866), oli sobre tela, 120 × 74,3 cm, Metropolitan Museum of Art, Nova York.
- Dona amb lloro (1866), oli sobre tela, 129,5 × 195,6 cm, Metropolitan Museum of Art, Nova York.
- Dona reclinada (1866), oli sobre tela, 77 × 128 cm, Museu de l'Ermitage, Sant Petersburg.
- L'origen del món (1866), oli sobre tela, 46 x 55 cm, Museu d'Orsay, París.

## Galeria d'obres

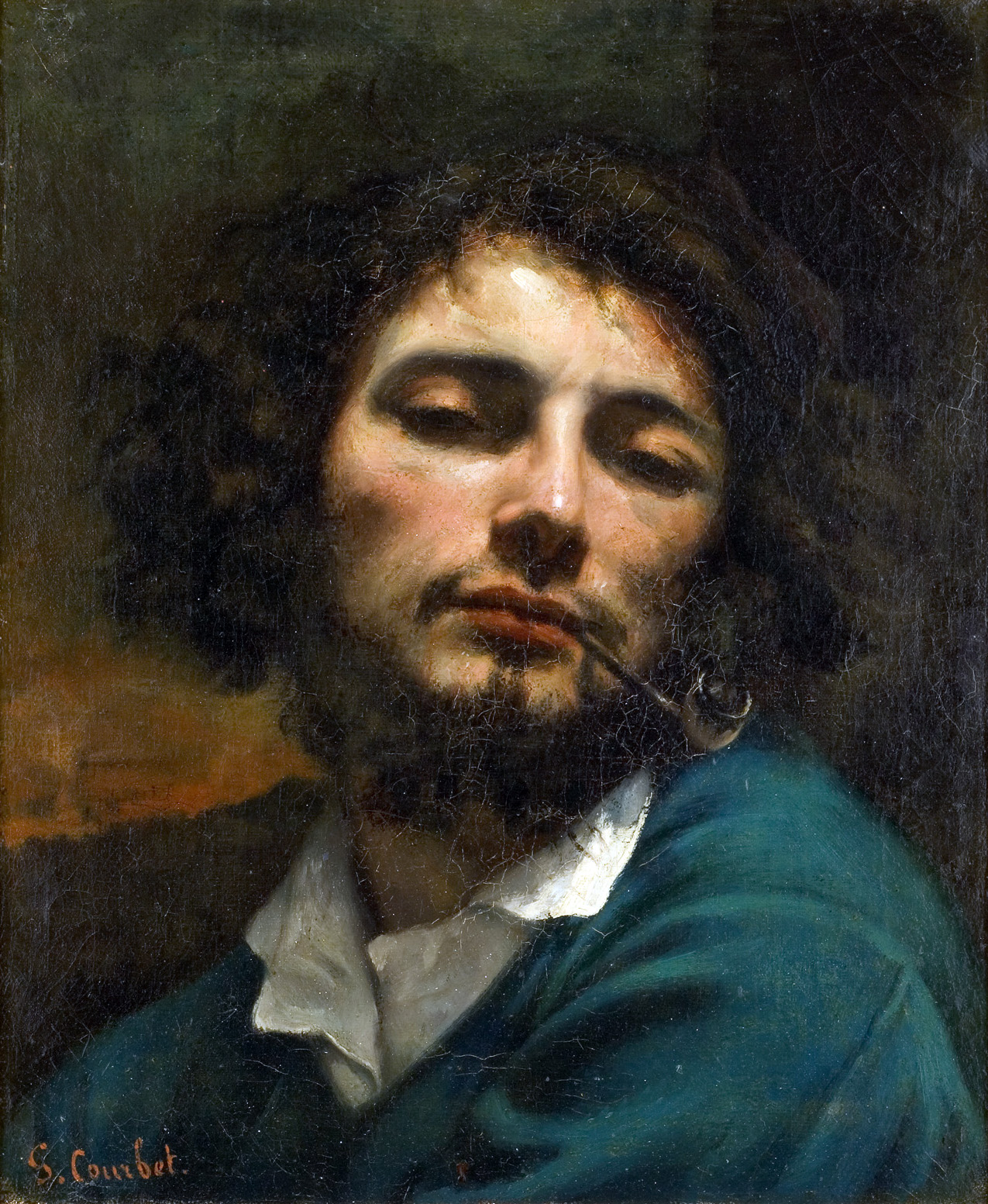
Autorretrat (1849)
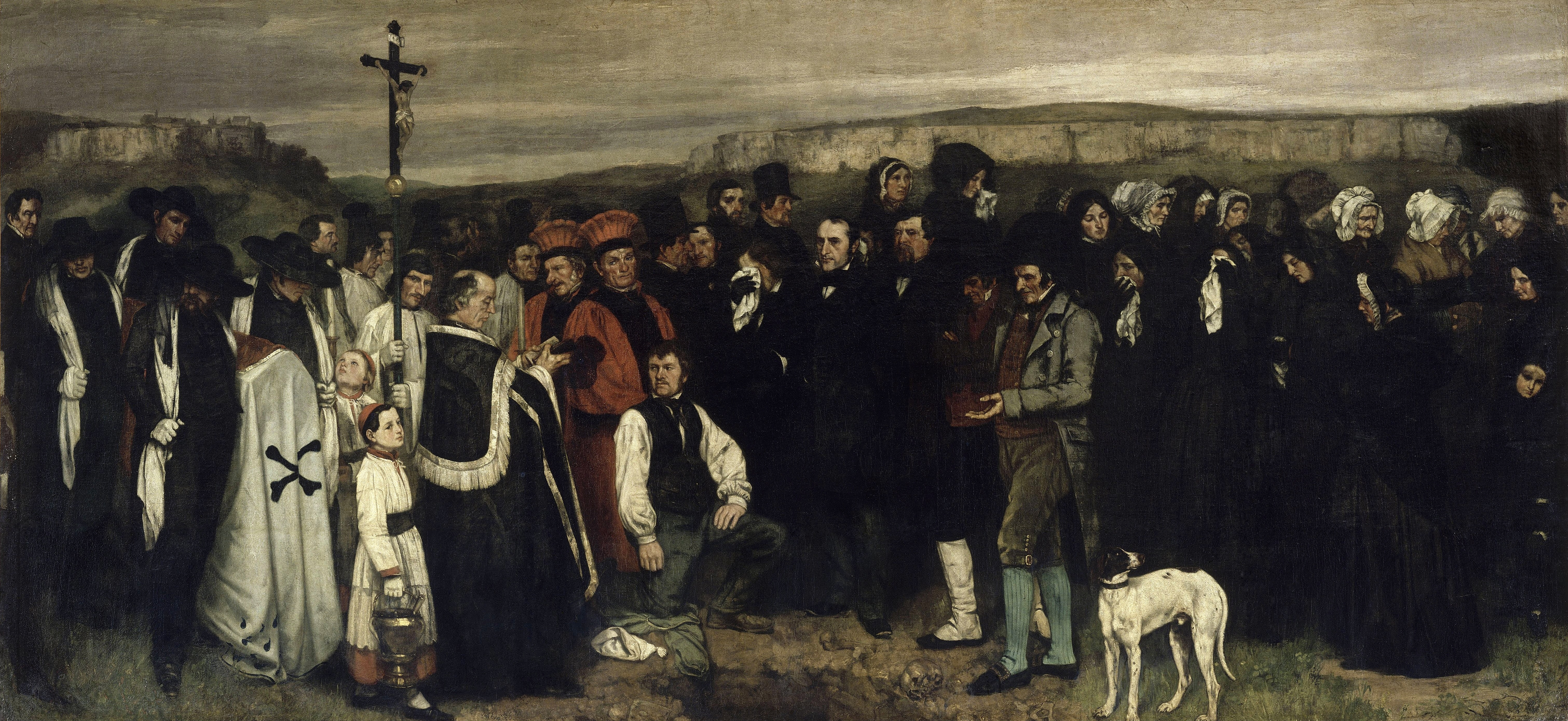
Enterrament a Ornans (1850)
L'estudi del pintor (1855)
L'origen del món (1866)